# Pontardawe
Pontardawe (gallois pour pont sur la rivière Tawe) est une ville d'environ 5 000 habitants dans le county borough de Neath Port Talbot, au pays de Galles).

## Jumelages
La ville est jumelée avec Locminé (France).

## Personnalités liées
Le demi de mêlée Gareth Edwards y est né en 1947.